# NGC 6941
NGC 6941 est une galaxie spirale intermédiaire (barré ?) située dans la constellation de l'Aigle. Sa vitesse par rapport au fond diffus cosmologique est de 5 935 ± 20 km/s, ce qui correspond à une distance de Hubble de 87,5 ± 6,1 Mpc (∼285 millions d'al). NGC 6941 a été découverte par l'astronome américain Truman Safford en 1867. Elle fut également découverte indépendamment par l'astronome français Édouard Stephan le 1er septembre 1872.
La classe de luminosité de NGC 6941 est II et elle présente une large raie HI. Selon la base de données astronomique Simbad, NGC 6941 est une radiogalaxie.
On ne s'entend pas sur la classification de cette galaxie. Le professeur Seligman ainsi que Wolfgang classifient NGC 6941 comme étant une galaxie spirale ordinaire (Sb), la base de données NASA/IPAC comme une spirale intermédiaire (SAB(rs)b) et HyperLeda comme une spirale barrée (SBb). L'image de la galaxie réalisée par le relevé SDSS met cependant en évidence la présence d'une courte barre en son centre. La classification de NGC 6941 comme étant une galaxie spirale intermédiaire (SAB) par la base de données NASA/IPAC ou peut-être comme une spirale barrée par HyperLeda semble ainsi mieux convenir.
À ce jour, quatre mesures non basées sur le décalage vers le rouge (redshift) donnent une distance de 72,200 ± 5,019 Mpc (∼235 millions d'al), ce qui est tout juste à l'extérieur des valeurs de la distance de Hubble. Notons cependant que c'est avec la valeur moyenne des mesures indépendantes, lorsqu'elles existent, que la base de données NASA/IPAC calcule le diamètre d'une galaxie et qu'en conséquence le diamètre de NGC 6941 pourrait être d'environ 53,2 kpc (∼174 000 al) si on utilisait la distance de Hubble pour le calculer.